# Albrecht-Dürer-Straße 6b

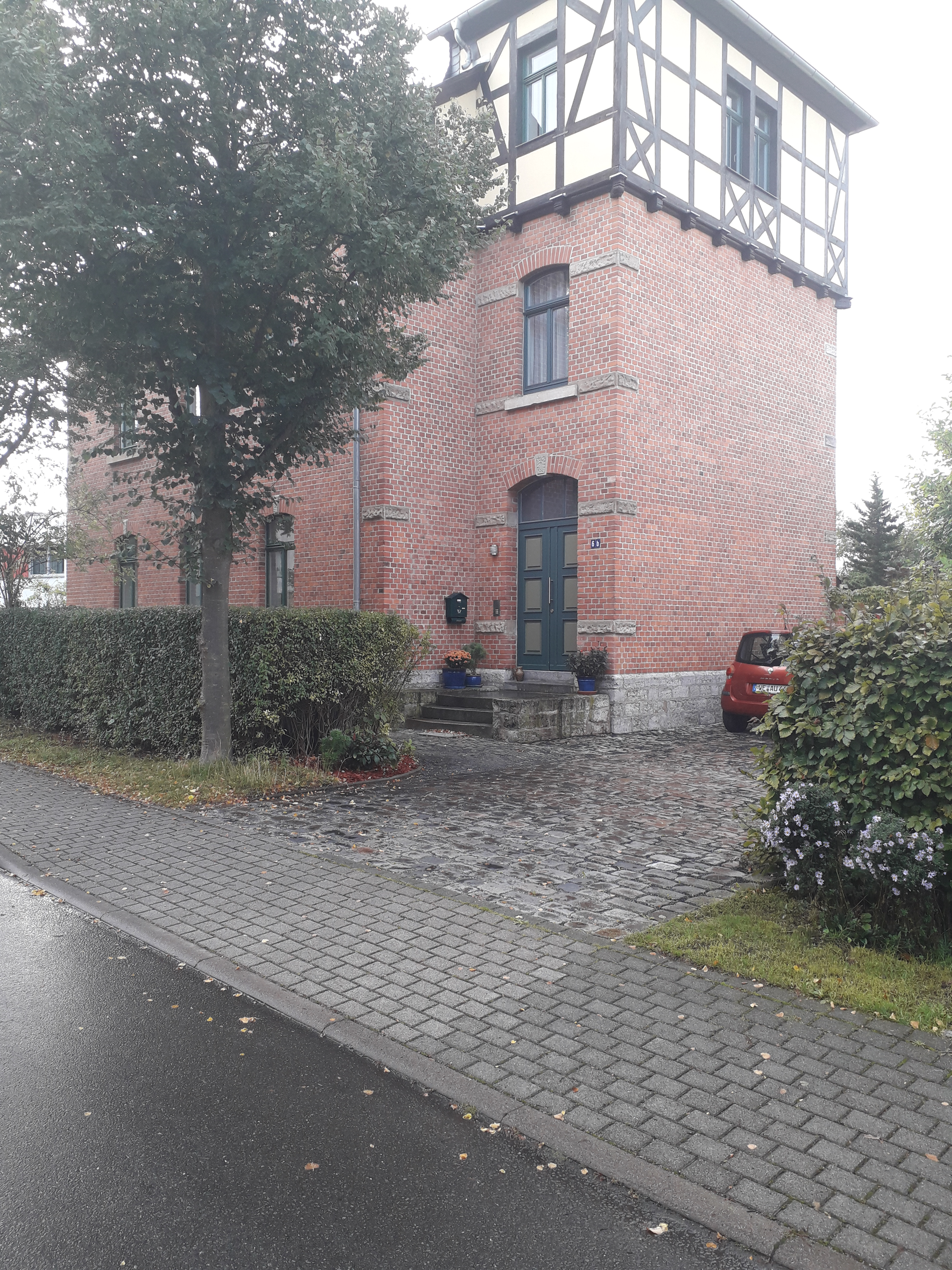
Albrecht-Dürer-Straße 6b

Das Haus Albrecht-Dürer-Straße 6b war das Kammergebäude oberhalb der sogenannten Streichhan-Kaserne in der Parkvorstadt in Weimar.

## Architektur und Geschichte
Das dreigeschossige Gebäude besteht in den unteren beiden Geschossen aus Ziegelmauerwerk, während das Obergeschoss aus Fachwerk besteht. Die darin befindliche Ziegelausmauerung ist überputzt. Der Gründerzeitbau ist heute Wohnhaus. An diesem Haus zweigt die Wilhelm-Wagenfeld-Straße in Richtung Carl-Alexander-Platz ab. Die Albrecht-Dürer-Straße hieß ab 1895 Kasernenstraße, benannt nach den neuerrichteten Kasernen für das Infanterie-Regiment Nr. 94 Großherzog von Sachsen. In diese Zeit fällt die Entstehung dieses Gebäudes. Die Kasernen dieses Regiments reichten bis zur damaligen Besselstraße (heute Bodelschwinghstraße).
Das Gebäude steht auf der Liste der Kulturdenkmale in Weimar (Einzeldenkmale).

Albrecht-Dürer-Straße 6b
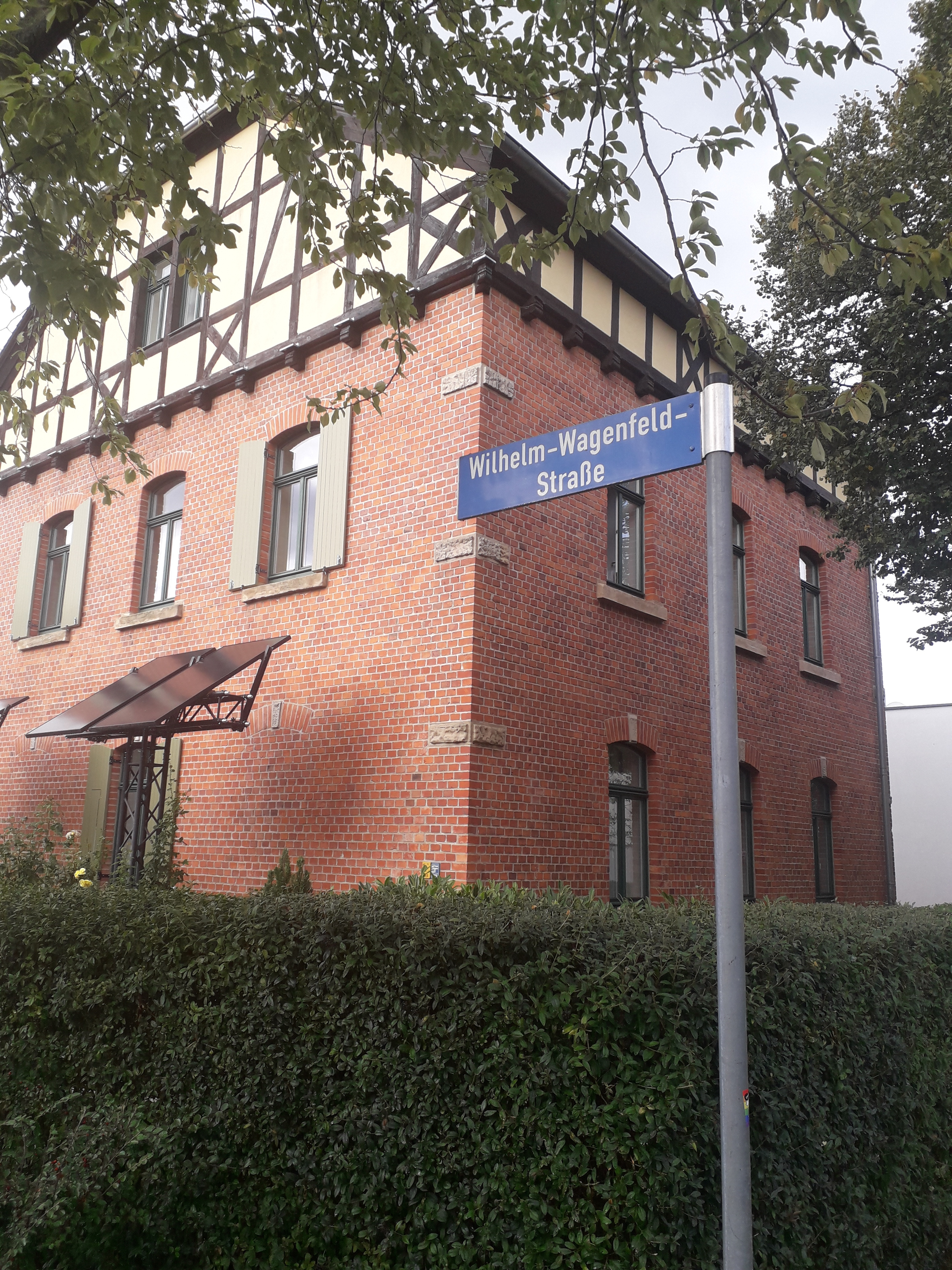
Albrecht-Dürer-Straße 6b/Ecke Wilhelm-Wagenfeld-Straße
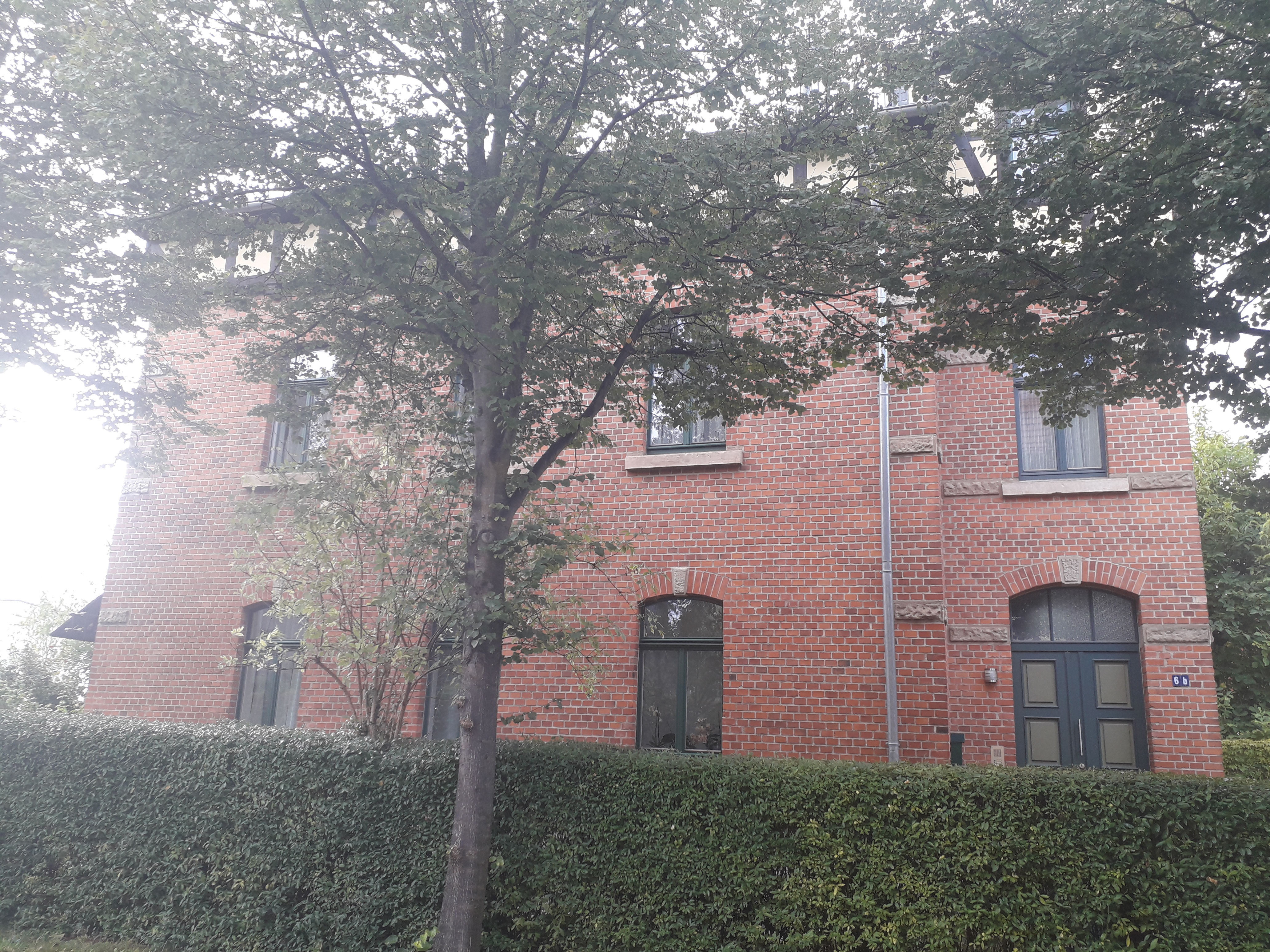
Albrecht-Dürer-Straße 6b